# Lee KiMoon
Lee KiMoon (ou Lee Ki-Moon) est une sommité de l’étude du Coréen.
Après avoir fini ses études à l'Université nationale de Séoul en 1953, il s’est consacré à l’étude et à la formation des jeunes dans la même université jusqu’à sa retraite en 1996. Il a contribué à établir les bases de l’étude sur la langue coréenne fondées sur la méthode linguistique universitaire.
Il a été le président de l’association de linguistique coréenne et également le directeur de l’institut de langue nationale qui joue un rôle important de la politique de langue nationale. 

## Distinction
- Prix de la culture asiatique de Fukuoka en 1998[1]

## Ouvrages[2]
- "A Look at Research in Korean Historical Linguistics." Korea Journal 19:2 (1979)
- "Foundations of Hunmin Chongum." Korea Journal 23:6 (1983)
- "The Inventor of the Korean Alphabet." In Young-Key Kim-Renaud, ed. The Korean Alphabet: Its History and Structure. Honolulu: University of Hawai'i Press, 1997.
- "Foundations of Hunmin Chongum." In The Korean Language. Seoul: The Si-sa-yong-o-sa Publishers, Inc., 1983.